# Senyoria d'Avesnes

Armes dels senyors d'Avesnes: bandé d'or et de gueules de six pièces

Avesnes fou una senyoria del Sacre Imperi que va sorgir cap al 1050 fundada per Guedrí el Barbut, un magnat que havia rebut la regió en feu i hi va bastir el castell. Va enllaçar amb el vescomtes de Tournai i cent anys després va adquirir més senyories entre elles Condé, i més tard va adquirir la de Guisa, per matrimoni. El senyor Jaume d'Avesnes va morir en la batalla d'Arsuf a Palestina el 1191, durant la tercera Croada.
El 1240, a la mort de Bucard, casat amb la comtessa de Blois, l'hereva Maria va rebre aquest comtat i cinc anys després, a la mort de l'avi Gautier II, les seves possessions amb la senyoria d'Avesnes i les altres de la línia paterna. La dinastia dels Châtillon de Blois es va acabar amb el seu fill Joan. Després va passar a la seva filla Joana, casada amb Pere I d'Alençon (mort 1285). A la seva mort el 1291 (havent mort amb mesos d'edat els seus fills Lluís i Felip el 1277 i 1279) l'herència va recaure en la línia de Guiu II, comte de Saint Pol (mort el 1289), que estava representada pel fill de Guiu II, Hug II, que va unir a Saint Pol el comtat de Blois i d'altres i la senyoria d'Avesnes, i després el seu fill Lluís I, aquest va morir en la batalla de Crécy el 26 d'agost de 1346 i la viuda Joana, comtessa de Soissons i senyora de Beaumont, de Chimay, Valenciennes i Condé va administrar els territoris fins a la seva mort el 1350; després d'un període de deu anys l'herència es va repartir entre tres fills: Lluís II va rebre les terres de Blois, Avesnes, Chimay i d'altres; Joan les terres del Països Baixos, i Guiu Soissons i Beaumont. Es va establir que si Lluís moria sense successió Blois i Avesnes passarien a Joan i la resta a Guiu. Lluís II va morir sense successió. El va succeir el seu germà Joan però a la seva mort sense successió va passar al germà Guiu que va reunir: el comtat de Soissons, les terres de Dargies, de Clary, de Catheu, de Maffles, de Tongres, de Beaumont, les senyories de Chimay, Couvin, Fumaing i Reving, les terres de Nouvion, els comtats de Blois i de Dunois, i els castells de Montils, de Châteaudun, Fréteval, Remorantin, Millançay i Château-Renault; les terres d'Avesnes, de Landrecies, de Sassogne; de Scoonhove, de la Goude i altres d'Holanda, Zelanda i Frísia. Malgastador en extrem va vendre a Lluís de Turena els comtats de Blois i Dunois (octubre de 1391) i després va vendre altres béns. Va morir el 2 de desembre de 1397 a Avesnes i els seus béns es van liquidar per fer front als deutes. La seva muller Maria de Namur va disposar encara de l'usdefruit fins a la seva mort el 1412.
A partir d'aquest moment la senyoria perd importància i va estar en mans de diversos senyors. El 1477 era senyor Alan d'Albret, que, a les ordres del rei de França (del que era conestable) la va assetjar perquè era fidel als borgonyons. Avesnes-sur-Helpe fou destruïda a l'assalt, però no va poder ser conservada per França. El 1556 va ser cedida al rei d'Espanya, però la senyoria fou reduïda a 220 hectàrees. El 1659, pel tractat dels Pirineus va passar a França.

## Llista de senyors d'Avesnes
- Guedrí I el Sord o el Ros (magnat) vers 1000-1050
- Guedrí II el Barbut vers 1050-? (fill), també senyor de Condé, de Leuze i de Landrecies.
- Teodoric (fill) també senyor de Condé, de Leuze i de Landrecies, vers 1076-1106
- Ada o Ida vers 1106 (germana), casada amb astre I vescomte de Tournai
- Gosuí I el Borni vers 1106-1121 (senyor de Condé, de Leuze i de Landrecies) (fill)
- Gosuí II 1121-1127, també senyor de Condé, de Leuze i de Landrecies (fill)
- Gautier I Pulechel 1127-1147 (fill de Fastre II d'Oisy vescomte de Tournai que era germà de Gosuí I) (senyor de Condé, de Leuze i de Landrecies)
- Nicolau el Bell 1147-1171 (fill) (senyor de Condé, de Leuze i de Landrecies)
- Jaume 1171-1191 (fill) (senyor de Condé, de Leuze i de Landrecies) (senyor ius uxoris de Guisa) per matrimoni amb Adela de Guisa (hereva de Boucard de Guisa)
- Gautier II (fill) 1191-1246 (senyor de Condé, de Leuze, de Landrecies, de Guisa i de Trélon) casat amb Margarita comtessa de Blois
- Bucard, hereu mort el 1244
- Maria (filla) (senyora hereva de Condé, de Leuze, de Landrecies, de Guisa i de Trélon i per dret matern comtessa de Blois; senyora de Châtillon i Crécy per matrimoni) morta el 1241
- Joan I (fill) 1246-1279 (comte de Blois, de Chartres i de Dunois, senyor de Châtillon i de Crécy)
- Joana (filla) 1279-1291 (comtessa de Blois, de Chartres i de Dunois, senyora de Guisa, de Châtillon i de Crécy)
- Hug II (net de Joan I) 1291-1307 (comte de Blois i de Dunois, senyor de Guisa i de Châtillon)
- Guiu I (fill) 1307-1342 (comte de Blois i de Dunois, senyor de Guisa i de Châtillon)
- Lluís I (fill) 1342-1344 (comte de Blois i de Dunois, senyor de Châtillon)
- Lluís II (fill) 1344-1372 (comte de Blois i de Dunois, senyor de Châtillon)
- Joan II (germà) 1372-1381 (comte de Blois i Dunois, senyor de Châtillon)
- Guiu II (germà) 1372-1397 (comte de Blois i de Dunois, senyor de Châtillon)
- Maria de Namur 1397-1412 (per dret del marit Guiu II)